# クルティ
クルティ（伊: Curti）は、イタリア共和国カンパニア州カゼルタ県にある、人口約6,600人の基礎自治体（コムーネ）。

## 地理

### 位置・広がり

#### 隣接コムーネ
隣接するコムーネは以下の通り。
- カザプッラ
- マチェラータ・カンパーニア
- サン・プリスコ
- サンタ・マリーア・カープア・ヴェーテレ

### 気候分類・地震分類
クルティにおけるイタリアの気候分類 (it) および度日は、zona C, 911 GGである。
また、イタリアの地震リスク階級 (it) では、zona 2 (sismicità media) に分類される。